# Euroligue de basket-ball 2012-2013
Navigation
Édition précédente Édition suivante
L'Euroligue de basket-ball 2012-2013 (ou Turkish Airlines Euroleague pour des raisons de parrainage) est la 13e édition de l'Euroligue masculine (et la 56e édition de la plus prestigieuse coupe des clubs européens). La compétition rassemble les 24 meilleurs clubs de basket-ball de la zone FIBA Europe.
Le Final Four s'est disputé à The O2 Arena, à Londres.

## Tournoi préliminaire
8 équipes s'affrontent dans un tournoi préliminaire et le vainqueur rejoint la compétition de saison régulière.
Les 8 équipes sont :
- BC Donetsk, le champion ukrainien ;
- Mapooro Cantù, quart-de-finaliste des playoffs italiens et qui bénéficie d'une wild card ;
- ČEZ Basketball Nymburk, le champion tchèque ;
- Le Mans Sarthe Basket, le vice-champion français ;
- PBC Lukoil Academic, le champion bulgare ;
- Ratiopharm Ulm, le vice-champion allemand ;
- BC Telenet Ostende, le champion belge ;
- UNICS Kazan, 6e de la saison régulière en Russie et qui bénéficie d'une wild card.

Le tirage au sort a lieu le 6 juillet 2012. Le tournoi se déroule du 25 au 28 septembre à Desio (Italie) et est remporté par le Mapooro Cantù.
|  | Quarts de finale       | Quarts de finale       | Quarts de finale      | Quarts de finale      |                        |                        | Demi-finales | Demi-finales | Demi-finales | Demi-finales |  |  | Finale       | Finale       | Finale       | Finale       |
|  |                        |                        |                       |                       |                        |                        |              |              |              |              |  |  |              |              |              |              |
|  | 26 septembre           | 26 septembre           | 26 septembre          | 26 septembre          |                        |                        | 27 septembre | 27 septembre | 27 septembre | 27 septembre |  |  | 28 septembre | 28 septembre | 28 septembre | 28 septembre |
|  | 26 septembre           | 26 septembre           | 26 septembre          | 26 septembre          |                        |                        | 27 septembre | 27 septembre | 27 septembre | 27 septembre |  |  | 28 septembre | 28 septembre | 28 septembre | 28 septembre |
|  | UNICS Kazan            | UNICS Kazan            | 91                    | 91                    |                        |                        | 27 septembre | 27 septembre | 27 septembre | 27 septembre |  |  | 28 septembre | 28 septembre | 28 septembre | 28 septembre |
|  | UNICS Kazan            | UNICS Kazan            | 91                    | 91                    |                        |                        | 27 septembre | 27 septembre | 27 septembre | 27 septembre |  |  | 28 septembre | 28 septembre | 28 septembre | 28 septembre |
|  | Ratiopharm Ulm         | Ratiopharm Ulm         | 73                    | 73                    |                        |                        | 27 septembre | 27 septembre | 27 septembre | 27 septembre |  |  | 28 septembre | 28 septembre | 28 septembre | 28 septembre |
|  | Ratiopharm Ulm         | Ratiopharm Ulm         | 73                    | 73                    | UNICS Kazan            | UNICS Kazan            | 78           | 78           |              |              |  |  | 28 septembre | 28 septembre | 28 septembre | 28 septembre |
|  | 26 septembre           |                        |                       |                       | UNICS Kazan            | UNICS Kazan            | 78           | 78           |              |              |  |  | 28 septembre | 28 septembre | 28 septembre | 28 septembre |
|  |                        |                        | Le Mans Sarthe Basket | Le Mans Sarthe Basket | 86                     | 86                     |              |              |              |              |  |  | 28 septembre | 28 septembre | 28 septembre | 28 septembre |
|  | Le Mans Sarthe Basket  | Le Mans Sarthe Basket  | Le Mans Sarthe Basket | Le Mans Sarthe Basket | 86                     | 86                     | 61           | 61           |              |              |  |  | 28 septembre | 28 septembre | 28 septembre | 28 septembre |
|  | Le Mans Sarthe Basket  | Le Mans Sarthe Basket  | 27 septembre          |                       |                        |                        | 61           | 61           |              |              |  |  | 28 septembre | 28 septembre | 28 septembre | 28 septembre |
|  | BC Donetsk             | BC Donetsk             | 55                    | 55                    |                        |                        |              |              |              |              |  |  | 28 septembre | 28 septembre | 28 septembre | 28 septembre |
|  | BC Donetsk             | BC Donetsk             | 55                    | 55                    | Le Mans Sarthe Basket  | Le Mans Sarthe Basket  | 66           | 66           |              |              |  |  |              |              |              |              |
|  | 25 septembre           |                        |                       |                       | Le Mans Sarthe Basket  | Le Mans Sarthe Basket  | 66           | 66           |              |              |  |  |              |              |              |              |
|  |                        |                        | Mapooro Cantù         | Mapooro Cantù         | 80                     | 80                     |              |              |              |              |  |  |              |              |              |              |
|  | ČEZ Basketball Nymburk | ČEZ Basketball Nymburk | Mapooro Cantù         | Mapooro Cantù         | 80                     | 80                     | 83           | 83           |              |              |  |  |              |              |              |              |
|  | ČEZ Basketball Nymburk | ČEZ Basketball Nymburk |                       |                       |                        |                        |              |              |              |              |  |  |              |              |              |              |
|  | BC Telenet Ostende     | BC Telenet Ostende     | 65                    | 65                    |                        |                        |              |              |              |              |  |  |              |              |              |              |
|  | BC Telenet Ostende     | BC Telenet Ostende     | 65                    | 65                    | ČEZ Basketball Nymburk | ČEZ Basketball Nymburk | 83           | 83           |              |              |  |  |              |              |              |              |
|  | 25 septembre           |                        |                       |                       | ČEZ Basketball Nymburk | ČEZ Basketball Nymburk | 83           | 83           |              |              |  |  |              |              |              |              |
|  |                        |                        | Mapooro Cantù         | Mapooro Cantù         | 89                     | 89                     |              |              |              |              |  |  |              |              |              |              |
|  | Mapooro Cantù          | Mapooro Cantù          | Mapooro Cantù         | Mapooro Cantù         | 89                     | 89                     | 87           | 87           |              |              |  |  |              |              |              |              |
|  | Mapooro Cantù          | Mapooro Cantù          |                       |                       |                        |                        |              | 87           |              |              |  |  |              |              |              |              |
|  | PBC Lukoil Academic    | PBC Lukoil Academic    | 79                    | 79                    |                        |                        |              |              |              |              |  |  |              |              |              |              |
|  | PBC Lukoil Academic    | PBC Lukoil Academic    | 79                    | 79                    |                        |                        |              |              |              |              |  |  |              |              |              |              |
|  |                        |                        |                       |                       |                        |                        |              |              |              |              |  |  |              |              |              |              |

## Saison régulière

### Équipes participantes
24 équipes disputent la saison régulière dont le vainqueur du tournoi préliminaire. Les 23 équipes qualifiées directement sont :
- Anadolu Efes, vice-champion de Turquie ;
- Asseco Prokom Gdynia, champion de Pologne ;
- BC Khimki Moscou, vice-champion de Russie ;
- Beşiktaş JK, champion de Turquie ;
- Brose Baskets Bamberg, champion d'Allemagne ;
- Caja Laboral Vitoria, demi-finaliste du championnat d'Espagne ;
- Cedevita Zagreb, premier club croate dans la Ligue adriatique ;
- CSKA Moscou, champion de Russie ;
- EA7 Emporio Armani Milan, vice-champion d'Italie ;
- Élan sportif chalonnais, champion de France ;
- FC Barcelone, champion d'Espagne ;
- Fenerbahçe Ülker, quart-de-finaliste du championnat de Turquie ;
- Lietuvos Rytas, vice-champion de Lituanie ;
- Maccabi Tel-Aviv, champion d'Israël ;
- Montepaschi Sienne, champion d'Italie ;
- Olympiakós, champion de Grèce ;
- Panathinaïkos, vice-champion de Grèce ;
- Partizan Belgrade, premier club serbe dans la Ligue adriatique ;
- Real Madrid, vice-champion d'Espagne ;
- Unicaja Málaga, 9e de la saison régulière en Espagne ;
- Union Olimpija, premier club slovène dans la Ligue adriatique ;
- Žalgiris Kaunas, champion de Lituanie ;
- ALBA Berlin, quart-de-finaliste du championnat d'Allemagne et qui bénéficie d'une wild card.

Le vainqueur du tour préliminaire :
- Mapooro Cantù, quart-de-finaliste des playoffs italiens et qui bénéficie d'une wild card.

### Tirage au sort
Le tirage au sort de l'Euroligue a eu lieu le 6 juillet 2012. 
Les équipes ont été réparties en 6 pots de 4 équipes.
Deux équipes d'une même nation ne peuvent pas s'affronter lors de cette première phase.

### Chapeaux
| Pot 1                                                                   | Pot 2                                                    | Pot 3                                                      | Pot 4                                                              | Pot 5                                                                     | Pot 6                                                                           |
| ----------------------------------------------------------------------- | -------------------------------------------------------- | ---------------------------------------------------------- | ------------------------------------------------------------------ | ------------------------------------------------------------------------- | ------------------------------------------------------------------------------- |
| FC Barcelone Olympiakós Le Pirée Maccabi Tel-Aviv Panathinaïkos Athènes | Montepaschi Siena Real Madrid CSKA Moscou Saski Baskonia | BC Khimki Moscou Partizan Belgrade ALBA Berlin Efes Pilsen | Unicaja Málaga Lietuvos Rytas Žalgiris Kaunas Fenerbahçe Ülkerspor | Asseco Prokom Gdynia Olimpia Milan Brose Baskets Union Olimpija Ljubljana | Cedevita Zagreb Beşiktaş JK Élan sportif chalonnais Mapooro Cantù (qualifié TP) |

### Groupe A
| Rang | Équipe                   | Pts | J  | G | P | Pp  | Pc  | Diff |  | Résultats (dom.\ext.)    |       |       |        |       |       |       |
| ---- | ------------------------ | --- | -- | - | - | --- | --- | ---- |  | ------------------------ | ----- | ----- | ------ | ----- | ----- | ----- |
| 1    | Real Madrid              | 17  | 10 | 7 | 3 | 832 | 738 | 94   |  | Panathinaïkos Athènes    |       | 79-68 | 67-79  | 69-55 | 80-72 | 78-76 |
| 2    | BC Khimki Moscou         | 16  | 10 | 6 | 4 | 753 | 754 | -1   |  | Real Madrid              | 85-78 |       | 104-81 | 77-61 | 91-60 | 80-66 |
| 3    | Panathinaïkos Athènes    | 16  | 10 | 6 | 4 | 748 | 722 | 26   |  | BC Khimki Moscou         | 78-77 | 86-85 |        | 71-70 | 75-65 | 77-53 |
| 4    | Fenerbahçe Ülkerspor     | 15  | 10 | 5 | 5 | 727 | 738 | -11  |  | Fenerbahçe Ülkerspor     | 73-64 | 75-83 | 92-80  |       | 85-68 | 77-69 |
| 5    | Union Olimpija Ljubljana | 13  | 10 | 3 | 7 | 722 | 808 | -86  |  | Union Olimpija Ljubljana | 67-85 | 76-89 | 74-72  | 75-81 |       | 81-79 |
| 6    | Mapooro Cantù            | 13  | 10 | 3 | 7 | 708 | 730 | -22  |  | Mapooro Cantù            | 69-71 | 76-70 | 67-54  | 82-58 | 71-84 |       |

### Groupe B
| Rang | Équipe                  | Pts | J  | G | P | Pp  | Pc  | Diff |  | Résultats (dom.\ext.)   |       |       |         |       |       |       |
| ---- | ----------------------- | --- | -- | - | - | --- | --- | ---- |  | ----------------------- | ----- | ----- | ------- | ----- | ----- | ----- |
| 1    | Maccabi Tel-Aviv        | 18  | 10 | 8 | 2 | 810 | 708 | 102  |  | Maccabi Tel-Aviv        |       | 62-64 | 70-68   | 78-62 | 78-73 | 93-62 |
| 2    | Unicaja Málaga          | 18  | 10 | 8 | 2 | 762 | 715 | 47   |  | Unicaja Málaga          | 80-85 |       | 91-89   | 67-62 | 86-62 | 63-48 |
| 3    | Montepaschi Siena       | 15  | 10 | 5 | 5 | 879 | 844 | 35   |  | Montepaschi Siena       | 89-87 | 91-72 |         | 82-92 | 93-90 | 88-95 |
| 4    | ALBA Berlin             | 14  | 10 | 4 | 6 | 722 | 748 | -26  |  | ALBA Berlin             | 76-78 | 63-74 | 73-75   |       | 74-71 | 67-64 |
| 5    | Élan sportif chalonnais | 13  | 10 | 3 | 7 | 782 | 843 | -61  |  | Élan sportif chalonnais | 61-90 | 78-88 | 108-103 | 82-87 |       | 81-74 |
| 6    | Asseco Prokom Gdynia    | 12  | 10 | 2 | 8 | 704 | 801 | -97  |  | Asseco Prokom Gdynia    | 73-89 | 75-77 | 66-101  | 77-66 | 70-76 |       |

Victoire 91-89 (80-80) de l'Unicaja Málaga contre le Montepaschi Siena après une prolongation.
Victoire 108-103 (93-93) de l'Élan sportif chalonnais contre le Montepaschi Siena après une prolongation.
Victoire 95-88 (76-76) de l'Asseco Prokom Gdynia contre le Montepaschi Siena après une prolongation.

### Groupe C
| Rang | Équipe                | Pts | J  | G | P | Pp  | Pc  | Diff |  | Résultats (dom.\ext.) |       |       |       |         |       |       |
| ---- | --------------------- | --- | -- | - | - | --- | --- | ---- |  | --------------------- | ----- | ----- | ----- | ------- | ----- | ----- |
| 1    | Žalgiris Kaunas       | 18  | 10 | 8 | 2 | 804 | 693 | 111  |  | Olympiakós Le Pirée   |       | 85-81 | 75-53 | 61-79   | 82-81 | 79-77 |
| 2    | Olympiakós Le Pirée   | 18  | 10 | 8 | 2 | 788 | 737 | 51   |  | Caja Laboral          | 72-89 |       | 64-76 | 71-77   | 64-62 | 97-70 |
| 3    | Anadolu Efes İstanbul | 15  | 10 | 5 | 5 | 738 | 740 | -2   |  | Anadolu Efes İstanbul | 98-72 | 64-77 |       | 77-71   | 76-91 | 85-66 |
| 4    | Caja Laboral          | 14  | 10 | 4 | 6 | 749 | 778 | -29  |  | Žalgiris Kaunas       | 63-77 | 82-45 | 71-53 |         | 92-87 | 90-62 |
| 5    | Emporio Armani Milano | 13  | 10 | 3 | 7 | 760 | 767 | -7   |  | Emporio Armani Milano | 71-84 | 85-95 | 80-75 | 65-67   |       | 75-60 |
| 6    | KK Cedevita           | 12  | 10 | 2 | 8 | 725 | 849 | -124 |  | KK Cedevita           | 62-84 | 76-69 | 73-81 | 108-106 | 71-83 |       |

### Groupe D
| Rang | Équipe            | Pts | J  | G | P | Pp  | Pc  | Diff |  | Résultats (dom.\ext.) |       |       |       |       |       |       |
| ---- | ----------------- | --- | -- | - | - | --- | --- | ---- |  | --------------------- | ----- | ----- | ----- | ----- | ----- | ----- |
| 1    | FC Barcelone      | 19  | 10 | 9 | 1 | 774 | 636 | 138  |  | FC Barcelone          |       | 75-78 | 85-82 | 90-66 | 72-60 | 72-60 |
| 2    | CSKA Moscou       | 19  | 10 | 9 | 1 | 783 | 709 | 74   |  | CSKA Moscou           | 60-81 |       | 78-61 | 75-73 | 76-67 | 87-72 |
| 3    | Beşiktaş JK       | 15  | 10 | 5 | 5 | 699 | 749 | -50  |  | Partizan Belgrade     | 67-68 | 71-76 |       | 75-74 | 72-77 | 87-72 |
| 4    | Brose Baskets     | 13  | 10 | 3 | 7 | 740 | 807 | -67  |  | Lietuvos Rytas        | 49-67 | 62-71 | 69-61 |       | 67-62 | 67-73 |
| 5    | Lietuvos Rytas    | 12  | 10 | 2 | 8 | 670 | 724 | -54  |  | Brose Baskets         | 66-86 | 89-97 | 92-90 | 84-78 |       | 71-86 |
| 6    | Partizan Belgrade | 12  | 10 | 2 | 8 | 731 | 772 | -41  |  | Beşiktaş JK           | 48-78 | 58-85 | 81-65 | 66-65 | 83-72 |       |

Victoire 67-68 (58-58) du FC Barcelone contre le Partizan Belgrade après une prolongation.

## Top 16

### Groupe E
| Rang | Équipe                | Pts | J  | G  | P  | Pp   | Pc   | Diff |  | Résultats (dom.\ext.) | R       |       | U     |       |       |       | A     | B     |
| ---- | --------------------- | --- | -- | -- | -- | ---- | ---- | ---- |  | --------------------- | ------- | ----- | ----- | ----- | ----- | ----- | ----- | ----- |
| 1    | CSKA Moscou           | 25  | 14 | 11 | 3  | 1095 | 981  | 114  |  | Real Madrid           |         | 75-74 | 74-77 | 86-78 | 73-74 | 86-66 | 77-72 | 76-73 |
| 2    | Real Madrid           | 24  | 14 | 10 | 4  | 1085 | 1021 | 64   |  | Žalgiris Kaunas       | 104-105 |       | 75-63 | 73-87 | 73-78 | 79-71 | 92-56 | 90-81 |
| 3    | Anadolu Efes İstanbul | 23  | 14 | 9  | 5  | 1028 | 1031 | -3   |  | Unicaja Málaga        | 64-72   | 67-83 |       | 66-70 | 66-60 | 73-78 | 55-68 | 85-82 |
| 4    | Panathinaïkos Athènes | 23  | 14 | 9  | 5  | 1001 | 968  | 33   |  | CSKA Moscou           | 81-72   | 70-61 | 81-94 |       | 86-69 | 90-71 | 80-65 | 90-83 |
| 5    | Unicaja Málaga        | 21  | 14 | 7  | 7  | 988  | 1015 | -27  |  | Panathinaïkos Athènes | 54-58   | 67-66 | 78-73 | 63-69 |       | 75-62 | 82-58 | 76-73 |
| 6    | Žalgiris Kaunas       | 20  | 14 | 6  | 8  | 1055 | 1040 | 15   |  | Anadolu Efes İstanbul | 74-72   | 56-52 | 64-70 | 63-60 | 78-64 |       | 71-62 | 89-86 |
| 7    | ALBA Berlin           | 18  | 14 | 4  | 10 | 959  | 1036 | -77  |  | ALBA Berlin           | 63-77   | 77-55 | 65-67 | 57-75 | 73-79 | 86-91 |       | 82-63 |
| 8    | Brose Baskets         | 14  | 14 | 0  | 14 | 1026 | 1115 | -89  |  | Brose Baskets         | 67-82   | 87-88 | 65-68 | 58-78 | 60-82 | 76-94 | 72-75 |       |

### Groupe F
| Rang | Équipe               | Pts | J  | G  | P  | Pp   | Pc   | Diff |  | Résultats (dom.\ext.) |       | B     |       |       |       | B      | F      | C     |
| ---- | -------------------- | --- | -- | -- | -- | ---- | ---- | ---- |  | --------------------- | ----- | ----- | ----- | ----- | ----- | ------ | ------ | ----- |
| 1    | FC Barcelone         | 27  | 14 | 13 | 1  | 1151 | 986  | 165  |  | Maccabi Tel-Aviv      |       | 77-82 | 80-79 | 77-78 | 92-61 | 101-58 | 91-73  | 70-71 |
| 2    | Olympiakós Le Pirée  | 23  | 14 | 9  | 5  | 1068 | 1033 | 35   |  | FC Barcelone          | 74-71 |       | 71-69 | 76-68 | 85-65 | 86-61  | 100-78 | 83-74 |
| 3    | Maccabi Tel-Aviv     | 22  | 14 | 8  | 6  | 1105 | 1012 | 93   |  | BC Khimki Moscou      | 88-67 | 78-65 |       | 82-87 | 78-71 | 87-56  | 99-76  | 82-86 |
| 4    | Caja Laboral         | 22  | 14 | 8  | 6  | 1093 | 1045 | 48   |  | Olympiakós Le Pirée   | 67-73 | 77-90 | 79-70 |       | 72-74 | 77-64  | 82-71  | 82-74 |
| 5    | BC Khimki Moscou     | 21  | 14 | 7  | 7  | 1133 | 1051 | 82   |  | Montepaschi Siena     | 79-69 | 69-77 | 82-76 | 67-68 |       | 63-57  | 87-69  | 85-74 |
| 6    | Montepaschi Siena    | 21  | 14 | 7  | 7  | 1036 | 1057 | -21  |  | Beşiktaş JK           | 55-77 | 59-73 | 75-80 | 60-79 | 72-70 |        | 80-73  | 73-83 |
| 7    | Beşiktaş JK          | 16  | 14 | 2  | 12 | 893  | 1104 | -211 |  | Fenerbahçe Ülkerspor  | 85-94 | 60-99 | 85-82 | 73-78 | 92-98 | 78-72  |        | 75-97 |
| 8    | Fenerbahçe Ülkerspor | 13  | 14 | 2  | 12 | 1055 | 1246 | -191 |  | Caja Laboral          | 62-66 | 79-90 | 71-83 | 82-74 | 76-64 | 77-51  | 87-67  |       |

## Phase éliminatoire
Les quarts-de-finale se jouent en 3 manches gagnantes. Les deux premières parties ont lieu sur le terrain de la première équipe nommée.
|  | Quarts de finale        | Quarts de finale    | Quarts de finale | Quarts de finale | Quarts de finale | Quarts de finale       |                        |                        | Demi-finales           | Demi-finales           |    |                     | Finale             | Finale |
|  |                         |                     |                  |                  |                  |                        |                        |                        |                        |                        |    |                     |                    |        |
|  | CSKA Moscou             | 89                  | 90               | 72               | 94               |                        |                        |                        |                        |                        |    |                     |                    |        |
|  | Saski Baskonia Victoria | 78                  | 68               | 93               | 85               |                        |                        |                        |                        |                        |    |                     |                    |        |
|  | Saski Baskonia Victoria | 78                  | 68               | 93               | 85               |                        | CSKA Moscou            | 52                     |                        |                        |    |                     |                    |        |
|  |                         |                     |                  |                  |                  |                        | CSKA Moscou            | 52                     |                        |                        |    |                     |                    |        |
|  |                         | Olympiakós Le Pirée | 69               |                  |                  |                        |                        |                        |                        |                        |    |                     |                    |        |
|  | Olympiakós Le Pirée     | Olympiakós Le Pirée | 69               | 67               | 71               | 72                     | 73                     | 82                     |                        |                        |    |                     |                    |        |
|  | Olympiakós Le Pirée     |                     |                  | 67               | 71               | 72                     | 73                     | 82                     |                        |                        |    |                     |                    |        |
|  | Anadolu Efes İstanbul   | 62                  | 53               | 83               | 74               | 72                     |                        |                        |                        |                        |    |                     |                    |        |
|  |                         |                     |                  |                  |                  |                        |                        |                        |                        |                        |    | Olympiakós Le Pirée | 100                |        |
|  |                         | Real Madrid         | 88               |                  |                  |                        |                        |                        |                        |                        |    |                     |                    |        |
|  | Regal FC Barcelone      | 72                  | 65               | 63               | 70               | 64                     |                        |                        |                        |                        |    |                     |                    |        |
|  | Panathinaïkos Athènes   | 70ap                | 66               | 65               | 60               | 53                     |                        |                        |                        |                        |    |                     |                    |        |
|  | Panathinaïkos Athènes   | 70ap                | 66               | 65               | 60               | 53                     |                        | Regal FC Barcelone     | 67                     |                        |    |                     |                    |        |
|  |                         |                     |                  |                  |                  |                        |                        | Regal FC Barcelone     | 67                     |                        |    |                     |                    |        |
|  |                         | Real Madrid         | 74               |                  |                  | Match pour la 3e place | Match pour la 3e place | Match pour la 3e place | Match pour la 3e place | Match pour la 3e place |    |                     |                    |        |
|  | Real Madrid             | Real Madrid         | 74               | 79               | 75               | Match pour la 3e place | Match pour la 3e place | Match pour la 3e place | Match pour la 3e place | Match pour la 3e place | 69 |                     |                    |        |
|  | Real Madrid             |                     |                  | 79               | 75               |                        |                        |                        |                        |                        | 69 |                     |                    |        |
|  | Maccabi Tel-Aviv        | 53                  | 63               | 57               |                  |                        |                        |                        |                        |                        |    |                     | CSKA Moscou        | 74     |
|  |                         |                     |                  |                  |                  |                        |                        |                        |                        |                        |    |                     | Regal FC Barcelone | 73     |

## Meilleurs joueurs de la saison régulière
| Catégorie                     | Joueur               | Équipe                   | Statistique |
| ----------------------------- | -------------------- | ------------------------ | ----------- |
| Évaluation par match          | Ioánnis Bouroúsis    | Emporio Armani Milan     | 18,89       |
| Points par match              | Bobby Brown          | Montepaschi Siena        | 19,50       |
| Rebonds par match             | Aron Baynes          | Union Olimpija Ljubljana | 9,80        |
| Rebonds défensifs par match   | Ioánnis Bouroúsis    | Emporio Armani Milan     | 6,78        |
| Rebonds offensifs par match   | Aron Baynes          | Union Olimpija Ljubljana | 3,90        |
| Passes décisives par match    | Dimítris Diamantídis | Panathinaïkos Athènes    | 6,30        |
| Interceptions par match       | Ricky Hickman        | Maccabi Tel-Aviv         | 2,30        |
| Contres par match             | Stéphane Lasme       | Panathinaïkos Athènes    | 2,56        |
| Fautes provoquées par match   | Vladimir Lučić       | Partizan Belgrade        | 6,00        |
| Pourcentage aux tirs          | Carlos Cabezas       | Caja Laboral             | 72,00 %     |
| Pourcentage aux lancer-francs | Carlos Cabezas       | Caja Laboral             | 95,45 %     |
| Pourcentage à 2 points        | Andreï Vorontsevitch | CSKA Moscou              | 84,62 %     |
| Pourcentage à 3 points        | Marco Carraretto     | Montepaschi Siena        | 66,67 %     |

## Récompenses individuelles

### Trophées annuels
- Meilleur joueur :  Vassílis Spanoúlis ( Olympiakós Le Pirée)[18]
- Meilleur marqueur (trophée Alphonso Ford) :  Bobby Brown (18,83 points de moyenne par rencontre avec Montepaschi Siena)[19]
- Meilleur jeune joueur (joueur de moins de 22 ans) :  Kóstas Papanikoláou ( Olympiakós Le Pirée)[20]
- Meilleur défenseur :  Stéphane Lasme ( Panathinaïkós Athènes)[21]

| - Meilleur cinq : - G Dimítris Diamantídis ( Panathinaïkós Athènes) - G Vassílis Spanoúlis ( Olympiakós Le Pirée) - G Rudy Fernández ( Real Madrid) - C Ante Tomić ( FC Barcelone) - C Nenad Krstić ( CSKA Moscou) | - Deuxième meilleur cinq : - G Miloš Teodosić ( CSKA Moscou) - G Juan Carlos Navarro ( FC Barcelone) - F Viktor Khryapa ( CSKA Moscou) - F/C Nikola Mirotić ( Real Madrid) - C Shawn James ( Maccabi Tel-Aviv) |

### Trophées mensuels

#### MVP par mois
| Mois     | Joueur             | Équipe               |
| -------- | ------------------ | -------------------- |
| Octobre  | Sonny Weems        | CSKA Moscou          |
| Novembre | Vassílis Spanoúlis | Olympiakós Le Pirée  |
| Décembre | Maciej Lampe       | Caja Laboral Vitoria |
| Janvier  | Bobby Brown        | Montepaschi Siena    |
| Février  | Ante Tomić         | FC Barcelone         |
| Mars     | Devin Smith        | Maccabi Tel-Aviv     |

### Trophées hebdomadaires

#### MVP par journée

##### Saison régulière
| Journée | Joueur                               | Équipe                        | Évaluation |
| ------- | ------------------------------------ | ----------------------------- | ---------- |
| 1       | Emir Preldžič                        | Fenerbahçe Ülker              | 31         |
| 2       | Sonny Weems                          | CSKA Moscou                   | 38         |
| 3       | Rudy Fernández Fernando San Emeterio | Real Madrid Caja Laboral      | 30         |
| 4       | Bobby Brown                          | Montepaschi Siena             | 43         |
| 5       | Bobby Brown                          | Montepaschi Siena             | 31         |
| 6       | Saša Vujačić                         | Anadolu Efes İstanbul         | 31         |
| 7       | Rudy Fernández Ante Tomić            | Real Madrid FC Barcelone      | 28         |
| 8       | Miloš Teodosić                       | CSKA Moscou                   | 25         |
| 9       | Blake Schilb                         | Élan sportif chalonnais       | 38         |
| 10      | Shawn James Nemanja Bjelica          | Maccabi Tel-Aviv Caja Laboral | 27         |

##### Top 16
| Journée | Joueur                           | Équipe                                        | Évaluation |
| ------- | -------------------------------- | --------------------------------------------- | ---------- |
| 1       | Ante Tomić                       | FC Barcelone                                  | 27         |
| 2       | Bobby Brown                      | Montepaschi Siena                             | 50         |
| 3       | Ricky Hickman                    | Maccabi Tel-Aviv                              | 34         |
| 4       | Paul Davis                       | BC Khimki Moscou                              | 29         |
| 5       | Bojan Bogdanović Marcus Williams | Fenerbahçe Ülker Unicaja Málaga               | 27         |
| 6       | Rudy Fernández                   | Real Madrid                                   | 34         |
| 7       | Sasha Kaun                       | CSKA Moscou                                   | 30         |
| 8       | Devin Smith Roko Ukić Luka Žorić | Maccabi Tel-Aviv Panathinaïkos Unicaja Málaga | 28         |
| 9       | Nenad Krstić                     | CSKA Moscou                                   | 26         |
| 10      | Nikola Mirotić                   | Real Madrid                                   | 37         |
| 11      | Luka Žorić                       | Unicaja Málaga                                | 33         |
| 12      | Petteri Koponen                  | BC Khimki Moscou                              | 35         |
| 13      | Nathan Jawai                     | FC Barcelone                                  | 34         |
| 14      | Kóstas Papanikoláou              | Olympiakós                                    | 37         |

##### Quarts de finale
| Journée | Joueur         | Équipe       | Évaluation |
| ------- | -------------- | ------------ | ---------- |
| 1       | Rudy Fernández | Real Madrid  | 22         |
| 2       | Viktor Khryapa | CSKA Moscou  | 25         |
| 3       | Jamon Gordon   | Anadolu Efes | 24         |
| 4       | Viktor Khryapa | CSKA Moscou  | 29         |
| 5       | Nathan Jawai   | FC Barcelone | 21         |